# کشیده‌بالان هلیکونینی
 کشیده‌بالان هلیکونینی(نام علمی: Heliconiini) نام یک طایفه از زیرخانواده کشیده‌بالان است.